# Upogebia acanthura
Upogebia acanthura är en kräftdjursart som först beskrevs av Coêlho 1973.  Upogebia acanthura ingår i släktet Upogebia och familjen Upogebiidae. Inga underarter finns listade i Catalogue of Life.